# IC 5079
IC 5079 — галактика типу NF (в процесі підтвердження) у сузір'ї Індіанець.
Цей об'єкт міститься в оригінальній редакції індексного каталогу.